# Jacksonville (Alabama)
Pour les articles homonymes, voir Jacksonville.
Jacksonville est une ville du comté de Calhoun, au nord-est de l'État d'Alabama, aux États-Unis.
Selon le recensement de 2010, sa population est de 12 548 habitants. La municipalité s'étend sur 9,85 milles carrés (25,51 km2).
D'abord appelée Drayton puis Madison, la ville est renommée en l'honneur du président Andrew Jackson en 1835. Elle devient une municipalité l'année suivante. Jacksonville est le siège du comté de Calhoun de 1832 à 1899.

## Démographie
| 1850 | 1860 | 1870 | 1880 | 1890  | 1900  | 1910  | 1920  |
| ---- | ---- | ---- | ---- | ----- | ----- | ----- | ----- |
| 716  | 703  | 958  | 882  | 1 237 | 1 176 | 2 231 | 2 395 |

| 1930  | 1940  | 1950  | 1960  | 1970  | 1980  | 1990   | 2000  |
| ----- | ----- | ----- | ----- | ----- | ----- | ------ | ----- |
| 2 840 | 2 995 | 4 751 | 5 678 | 7 715 | 9 735 | 10 283 | 8 404 |

| 2010   | - | - | - | - | - | - | - |
| ------ | - | - | - | - | - | - | - |
| 12 548 | - | - | - | - | - | - | - |